# L'almanacco del Gene Gnocco
L'almanacco del Gene Gnocco è stato un programma televisivo italiano di intrattenimento, in onda su Rai 3 la domenica in seconda serata fra il 2010 e il 2011, condotto da Gene Gnocchi.
La trasmissione aveva preso il posto di Glob - L'osceno del villaggio di Enrico Bertolino.

## Il programma
La trasmissione segna il ritorno di Gene Gnocchi in Rai dopo aver condotto Artù nel 2008 su Rai 2. 
La trasmissione si basa su una rivisitazione in chiave satirica dell'Almanacco del giorno dopo, storica trasmissione di Rai 1, e riprende in mano le storiche rubriche Il sole sorge, Il Santo del giorno e Domani avvenne, aggiungendone di nuove e inedite come Lo sciopero della settimana, Purtroppo non è mai accaduto e numerose altre ancora che si alternavano di settimana in settimana.
Tra le rubriche ricorrenti si distinguevano: Il reato di Dell'Utri della settimana, in cui si menzionavano impensabili reati per mano del politico Marcello Dell'Utri; Le previsioni finanziarie della settimana, una sorta di oroscopo in cui al posto dei segni zodiacali figuravano parole come "Euro", "BOT e CCT" o "tasse" a seconda della situazione finanziaria mondiale; Il caso della settimana in cui Gene Gnocchi riceveva dei "casi umani" a cui cercava di trovare una soluzione, come ad esempio quello di un alieno di Pandora che veniva discriminato dal suo pianeta e perfino dal proprio governatore, un certo "Tsumi Tzan Shaia" (riferimento al presidente del Veneto Luca Zaia), oppure un'improbabile unione omosessuale tra Batman e Robin contestata da Superman, o il rapporto di coppia tra Diabolik ed Eva Kant (quest'ultima interpretata da Laura Forgia); e La Volksmusik della settimana, ovvero la classifica dei pezzi di volksmusik più ballati della settimana.
All'interno del programma sono presenti anche ospiti in parte veri (es. Maddalena Corvaglia e Melita Toniolo) e in parte finti (recitati da attori). Tra i personaggi della trasmissione troviamo "Joseph Zum Zum Party" (esperto in federalismo), Adalgisa Vavassori (critica televisiva) e l'inviata Brenda Lodigiani.
Nella trasmissione è presente anche Laura Forgia (che già aveva lavorato con l'attore emiliano in Artù) e qui ricopre vari ruoli in diversi spezzoni.